# 孙波 (1960年)
孙波（1960年2月6日—2012年12月8日），辽宁人，中国石油天然气股份有限公司副总裁，全国优秀共产党员（追授）。

## 生平
1960年生于辽宁省复县（现瓦房店市）。1983年7月毕业于华东石油学院采油工程专业，1986年7月加入中国共产党。
1983年至1996年在辽河石油勘探局工作。1996年6月任绿洲石油公司副总经理，1998年10月任中油国际（委内瑞拉）公司副总裁，2000年6月升至总裁。期间坚持学习西班牙语，能以西语准确复述主要条款。
辗转伊拉克、委内瑞拉、苏丹和中亚；2004年1月任中国石油工程建设公司总经理、党委书记，2004年2月兼任中油国际工程公司副董事长，2006年6月兼任国际工程公司副董事长、总经理、党委副书记，2007年9月后任中国石油天然气股份有限公司副总裁。
2012年11月21日因突发脑溢血昏迷，12月8日医治无效逝世，年仅52岁。
2013年2月，经中共中央组织部决定，追授孙波同志“全国优秀共产党员”称号。